# Bernhard Deermann

Bernhard Deermann

Johann Bernhard Deermann (* 20. Juni 1887 in Baccum; † 26. März 1982 in Köln) war ein deutscher Politiker der BVP.

## Leben und Wirken
Johann Bernhard Aloisius Deermann war ein Sohn des Kolons Bernhard Heinrich Deermann (1857–1925) und dessen Ehefrau Euphemia Maria, geb. Botterschulte (1860–1918). Deermann wuchs bei seinem Onkel auf und besuchte bis 1902 die Volksschule in Elbergen im Kreis Lingen und von 1902 bis 1907 das Gymnasium in Meppen, wo er Ostern 1907 das Abitur ablegte. Ab 1907 studierte er Geschichte, Erdkunde, neuere Sprachen, Staatswissenschaften und Philosophie in Münster, München, Berlin und Kiel. 1912 wurde er in Kiel mit einer Arbeit über die Ländliche Siedelungs-, Verfassungs-, Rechts- und Wirtschaftsgeschichte des Venkigaus und der späteren Niedergrafschaft Lingen bis zum Ausgang des 16. Jahrhunderts zum Dr. phil. promoviert. Im selben Jahr legte er die erste pädagogische Staatsprüfung ab (pro facultate docendi), die zweite folgte 1913. Von Herbst 1912 bis September 1913 war Deermann Studienreferendar in Buer. Anschließend weilte er von September 1913 bis August 1914 als Austauschassistent in London. 1914 wurde er Schriftleiter der KKV-Zeitschrift Hansa. 1917 heiratete er. 1918 wurde er Hilfsreferent der Presseabteilung der Zivilverwaltung für das deutsch besetzte Flandern in Brüssel.
Nach dem Krieg trat Deermann für eine föderative Neugliederung des Reiches ein. 1919 wurde er Oberlehrer in Düsseldorf, dann in Köln. Im selben Jahr trat er in die „Christliche Volkspartei“ ein, deren erster Vorsitzender er wurde. Im Juni 1920 zog er dank der Listenverbindung mit der Bayerischen Volkspartei auf dem Reichswahlvorschlag seiner Partei in den ersten Reichstag der Weimarer Republik ein, dem er bis zur Wahl vom Mai 1924 angehörte. Im Reichstag hospitierte Deermann, der der einzige Abgeordnete seiner Partei im Parlament war, bei der Fraktion der Bayerischen Volkspartei (BVP).
Nach seinem Ausscheiden aus dem Reichstag arbeitete Deermann als Lehrer. Später übernahm er die Leitung des Gymnasiums in der Gyrhofstraße in Köln-Lindenthal. Im Februar 1934 wurde Deermann aus politischen Gründen aus seinem Amt als Schuldirektor entlassen. Begründet wurde dieser Schritt mit § 4 des Gesetzes zur Wiederherstellung des Berufsbeamtentums unter Berufung auf eine vage Aktennotiz über ein Telefongespräch mit dem Kölner Bürgermeister Konrad Adenauer in den frühen 1920er Jahren. Ab 1937 arbeitete er in der Industrie.
Nach dem Zweiten Weltkrieg fungierte Deermann zunächst als Bürgermeister von Brauweiler im Landkreis Köln, dann, von 1945 bis 1953, als Leiter der Kirchen- und Schulabteilung der Bezirksregierung Köln. Daneben fertigte er auch einige Übersetzungen englischsprachiger Bücher an, so von John Lockes Einige Gedanken über die Erziehung für Schöningh. Ferner war er Mitglied der Deutsch-Armenischen Gesellschaft.

Deermanns Nachlass lagert heute im Historischen Archiv der Stadt Köln. Er enthält Unterlagen aus den Jahren 1901 bis 1977 und besitzt einen Umfang von zehn Kartons. Inhaltlich finden sich in ihm persönliche Unterlagen, Unterlagen zu beruflichen Angelegenheiten (Entnazifizierung von Kölner Lehrern nach 1945, Unterrichtsregelungen, Korrespondenzen mit alliierten Militärregierungen).

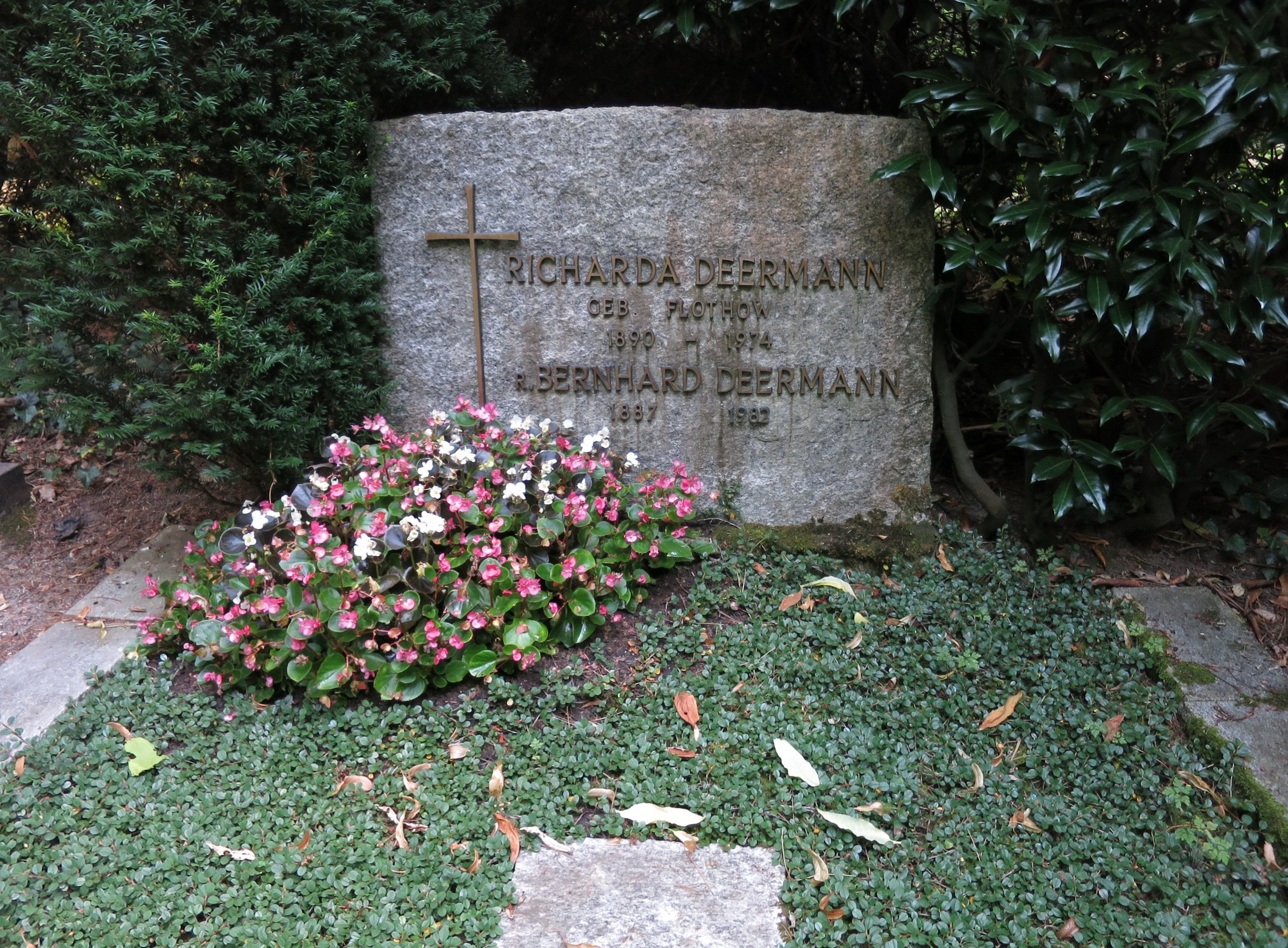
Grab Friedhof Melaten

Deermann war Mitglied des Verbandes der Wissenschaftlichen Katholischen Studentenvereine Unitas. Er war unter anderem Komtur des Päpstlichen Gregoriusordens und Träger des Bundesverdienstkreuzes 1. Klasse.
1952 wurde er von Kardinal-Großmeister Nicola Kardinal Canali zum Ritter des Ritterordens vom Heiligen Grab zu Jerusalem ernannt und am 1. Mai 1952 durch Lorenz Jaeger, Großprior der deutschen Statthalterei, investiert; er war dessen Großoffizier und Großkreuzritter al merito.
Bernhard Deermann starb am 26. März 1982 und wurde in Köln auf dem Melaten-Friedhof (Flur 36) begraben.

## Schriften
- Ländliche Siedelungs-, Verfassungs-, Rechts- und Wirtschaftsgeschichte, 1912.
- Englisches Christentum, 1921.
- Till Eulenspiegel und des Freiherrn von Münchhausen wunderbare Reisen, 1930.
- The Young Canadians, 1930.
- From Coal Mine to Parliament, 1931.
- Gallant Fighters of the Great War, 1934.
- Blow up with the Brig! A Sailor's Story, 1934.
- Oliver Cromwell. Ein Mann seiner Zeit, 1936. (zusammen mit Hlaire Belloc)
- Die Amtsführung des Lehrers, 1953. (zusammen mit Gustav Tiemann und Reinhold Allstaedt)
- Gedanken und Vorschläge zur Schulreform, 1948.
- Modern Fairy Tales, 1954. (zusammen mit Maurice Baring)
- Quellen für den Geschichtsunterricht in den mittleren Schulen, 1959.
- Wege zur Muttersprache, 1963. (mit Therese Bordfeld, Heinz Kumetat, Johannes Gerlach)
- Zeiten und Menschen. Geschichtliches Unterrichtswerk, 1966.
- Mittelalter und Neuzeit, 1969. (zusammen mit Arnold Voelske)